# Stefan Jędrychowski

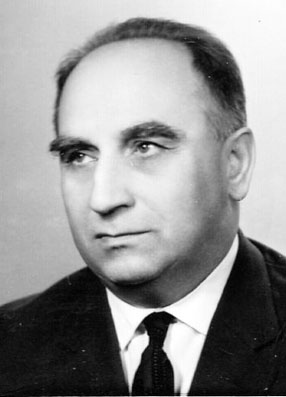
Stefan Jędrychowski (1964)

Stefan Jędrychowski (* 19. Mai 1910 in Warschau; † 26. Mai 1996 ebenda) war ein Politiker der Polnischen Vereinigten Arbeiterpartei PZPR (Polska Zjednoczona Partia Robotnicza) in der Volksrepublik Polen, der unter anderem als Mitglied des Lubliner Komitees zwischen 1944 und 1945 Botschafter Polens in der Sowjetunion war. Er war ferner zwischen 1945 und 1947 Minister für Schifffahrt und Außenhandel, von 1951 bis 1956 Vizepräsident des Ministerrates, von 1956 bis 1968 Vorsitzender der Staatlichen Plankommission sowie zwischen 1968 und 1971 Außenminister. Als Außenminister war er an den Gesprächen mit der deutschen Bundesregierung zur Ostpolitik beteiligt und unterzeichnete am 7. Dezember 1970 den Vertrag zwischen der Bundesrepublik Deutschland und der Volksrepublik Polen über die Grundlagen der Normalisierung ihrer gegenseitigen Beziehungen. Anschließend war er von 1971 bis 1974 Finanzminister sowie zwischen 1974 und 1978 Botschafter in der Volksrepublik Ungarn.

## Leben

### Sejm-Abgeordneter, Vize-Ministerpräsident und Präsident der Planungskommission

Stefan Jędrychowski (1944)

Stefan Jędrychowski absolvierte ein Studium an der Universität Vilnius und engagierte sich im Akademischen Klub von Vilnius, wo er die Autoren Paweł Jasienica und Wacław Korabiewicz kennen lernte. In der Zwischenkriegszeit war er Mitglied linker Organisationen in Vilnius sowie Mitherausgeber der Zeitschrift Poprostu. Nach dem 17. September 1939 im Zuge der Sowjetische Besetzung Ostpolens sandte er auf Betreiben von Josef Stalin und Wanda Wasilewska Schreiben an das Parlament von Litauen, den Sowjet der Litauischen Sozialistischen Sowjetrepublik und den Obersten Sowjet der UdSSR. 1943 gehörte er zu den Mitorganisatoren des Bundes Polnischer Patrioten ZPP (Związek Patriotów Polskich) in der UdSSR und trat 1944 als Mitglied der Polnischen Arbeiterpartei PPR (Polska Partia Robotnicza) bei. Am 21. Juli 1944 wurde Minister für Information und Propaganda im Lubliner Komitee genannten Polnischen Komitee der Nationalen Befreiung PKWN (Polski Komitet Wyzwolenia Narodowego), der Provisorischen Regierung unter Vorsitz von Ministerpräsident Edward Osóbka-Morawski, und bekleidete diesen Posten bis zum 31. Dezember 1944. Zugleich wurde am 22. Juli 1944 als Mitglied des Lubliner Komitees Vertreter Polens in der Sowjetunion und nach der Aufnahme voller diplomatischer Beziehungen auf der Ebene der Botschaften zwischen der UdSSR und der provisorischen Regierung am 5. Januar 1945 Botschafter in der Sowjetunion. Diesen Posten bekleidete er bis zu seiner Ablösung durch Zygmunt Modzelewski 1945. Am 9. September 1944 wurde er für die PPR Mitglied des Nationalen Landesrates KRN (Krajowa Rada Narodowa), dem er bis 1947 angehörte.
Nach Ende des Zweiten Weltkrieges war Jędrychowski zwischen dem 28. Juni 1945 und dem 7. Februar 1947 in der Provisorischen Regierung der nationalen Einheit TRJN (Tymczasowy Rząd Jedności Narodowej), der dritten Regierung von Ministerpräsident Edward Osóbka-Morawski, Minister für Schifffahrt und Außenhandel (Minister Żeglugi i Handlu Zagranicznego). Bei der Sejmwahl am 19. Januar 1947 wurde er für die PPR im Wahlkreis Nr. 23 Gdańskzum Mitglied des Verfassungsgebenden Sejm (Sejm Ustawodawczy) gewählt. Er war während dieser Zeit Vorsitzender des Steuer- und Haushaltsausschuss. In der ersten Regierung von Ministerpräsident Józef Cyrankiewicz wurde er am 12. Dezember 1951 Vizepräsident des Ministerrates und war damit einer der Stellvertretenden Ministerpräsidenten (Wicepremier). Diesen Posten bekleidete er bis zum 24. Oktober 1956 auch in der Regierung von Ministerpräsident Bolesław Bierut sowie der zweiten Regierung Cyrankiewicz.
Am 20. November 1952 wurde Stefan Jędrychowski für die PZPR im Wahlkreis Nr. 37 Gdynia zum Mitglied des Sejm gewählt und gehörte diesem bis zum Ende der fünften Legislaturperiode am 22. Dezember 1971 an. Am 11. Juli 1956 löste er Eugeniusz Szyr in der zweiten Regierung Cyrankiewicz als Vorsitzender der Staatlichen Planungskommission beim Ministerrat (Przewodniczący Komisji Planowania przy Radzie Ministrów) ab und bekleidete dieses Amt auch in der dritten, vierten und fünften Regierung Cyrankiewicz mehr als zwölf Jahre lang bis zu seiner Ablösung durch Józef Kulesza am 22. Dezember 1968. Auf dem Plenum des Zentralkomitee der Polnischen Vereinigten Arbeiterpartei (ZK der PZPR) wurde er am 21. Oktober 1956 zudem Mitglied des Politbüros und gehörte diesem obersten Parteigremium über fünfzehn Jahre bis zum VI. Parteitag (6. bis 11. Dezember 1971) an.

### Außenminister, Deutsche Ostpolitik, Finanzminister
Stefan Jędrychowski übernahm zudem am 21. Dezember 1968 von dem zurückgetretenen Adam Rapacki den Posten als Außenminister (Minister spraw zagranicznych). Diesen Ministerposten hatte er auch in der sechsten Regierung Cyrankiewicz sowie der ersten Regierung von Ministerpräsident Piotr Jaroszewicz bis zum 22. Dezember 1971 inne, woraufhin Stefan Olszowski seine Nachfolge antrat. Als Außenminister war er an den Gesprächen mit der deutschen Bundesregierung zur Ostpolitik beteiligt, war als bislang zuständiger Fachmann für Wirtschaftsfragen insbesondere für Finanz- und Wirtschaftshilfen zuständig und unterzeichnete am 7. Dezember 1970 schließlich den Vertrag zwischen der Bundesrepublik Deutschland und der Volksrepublik Polen über die Grundlagen der Normalisierung ihrer gegenseitigen Beziehungen. Er selbst wurde als Gefolgsmann des Ersten Sekretärs des ZK der PZPR Edward Gierek im Anschluss am 22. Dezember 1971 Nachfolger von Józef Trendota als Finanzminister (Minister finansów) und hatte dieses Amt auch in der zweiten Regierung Jaroszewicz bis zu seiner Ablösung durch Henryk Kisiel am 22. November 1974 inne.
Nach seinem Ausscheiden aus der Regierung fungierte Jędrychowski zwischen 1974 und seiner Ablösung durch Tadeusz Pietrzak 1978 als Botschafter in der Volksrepublik Ungarn. Zuletzt war er von 1985 bis 1990 Mitglied des Generalrates des Verbandes der Kämpfer für Freiheit und Demokratie ZBoWiD (Związek Bojowników o Wolność i Demokrację).
Für seine Verdienste wurde Stefan Jędrychowski mehrmals ausgezeichnet und erhielt unter anderem den Orden Polonia Restituta (Order Odrodzenia Polski) als Kommandeur mit Stern, den Orden Virtuti Militari, 1946 den Orden Kreuz von Grunwald (Order Krzyża Grunwaldu) Dritter Klasse, 1950 den Orden Banner der Arbeit (Order Sztandaru Pracy) Erster Klasse sowie den Orden Erbauer Volkspolens (Order Budowniczych Polski Ludowej). Nach seinem Tode wurde er auf dem Powązki-Friedhof beigesetzt.